# Sant Crist de la Puríssima de Tortosa
El Sant Crist de la Puríssima de Tortosa és considerat com una de les grans escultures de l'art català del segle xvii i és una de les poques obres que va salvar-se de l'incendi del convent de la Puríssima de Tortosa durant la Guerra Civil Espanyola. És obra del frare franciscà Humili da Petralia Soprana (Giovanni Francesco Pintorno), un clar exponent del corrent naturalista escultòric i artístic que es produeix a la Itàlia de la primera meitat del segle xvii. El Centre de Restauració de Béns Mobles de Catalunya (CRBMC) del Departament de Cultura ha finalitzat el 2012 un estudi sobre la talla del Sant Crist de la Puríssima de Tortosa, que ha permès un coneixement més exhaustiu de l'autoria i de la tècnica d'execució de la peça. La imatge va tornar dijous, 7 de juny de 2012, a Tortosa, on és exhibida a l'església de la Puríssima Concepció Victòria.
La intervenció que s'ha dut a terme al CRBMC ha consistit en una desinsectació exhaustiva, l'estudi de l'obra i un seguit de processos encaminats a la conservació del conjunt. L'autoria de la talla ha quedat confirmada durant el tractament del revers del Crist, ja que s'ha pogut veure més clarament la inscripció incisa que presenta el perizoni (tovallola), en la qual consta el nom de l'autor i la data d'execució de l'obra: el frare franciscà Humili da Petralia Soprana (Giovanni Francesco Pintorno), un clar exponent del corrent naturalista escultòric i artístic que es produeix a la Itàlia de la primera meitat del segle xvii.
La imatge del Sant Crist de la Puríssima, propietat del bisbat de Tortosa, és una de les poques obres que va salvar-se de l'incendi del convent de la Puríssima, de Tortosa, durant la Guerra Civil, i és objecte d'una gran devoció a Tortosa.

## Descripció
La imatge del crist crucificat, de mida natural i clavat en una creu llatina de factura simple (que no és la d'origen), es troba en el cambril d'un retaule situat en una capella lateral de l'església de la Puríssima Concepció Victòria, de Tortosa. Es tracta d'una imatge d'època barroca, concretament de 1635, que està al servei del culte religiós, i és molt venerada tant per la confraria que porta el seu nom com per la comunitat local.
El frare franciscà Humili de Petralia Soprana, Giovanni Francesco Pintorno, autor de la talla, és un clar exponent del corrent naturalista escultòric i artístic que es produeix a la Itàlia de la primera meitat del segle xvii. Nascut a Petralia Soprana el 1601 i mort a Palerm el 1639, la seva producció escultòrica de la figura del Crist a la creu és nombrosa, ja que li va dedicar gran part de la seva vida.
El verisme de la seva factura és un dels seus trets més característics, ja que tant la talla com la policromia mostren una figuració anatòmicament naturalista i dramàtica, en què l'expressió agonitzant del rostre i els elements efectistes de l'estrat pictòric, com la carn esquinçada i els grans volums de sang brollant, afegeixen patetisme a l'escena de la Crucifixió i la mort de Crist.
Segons l'historiador Joan Bosch, professor d'Art Modern i director del Departament d'Història i d'Història de l'Art de la Facultat de Lletres de la Universitat de Girona i bon coneixedor de l'artista i de la seva obra, es tracta d'una obra mestra:
| «            | No hem de tenir cap reserva en proclamar el Crucificat del convent de la Immaculada de Tortosa com una de les grans escultures del XVII català. Es tracta d'una obra plena de personalitat que mereix figurar entre les peces emblemàtiques d'una de les etapes daurades de l'escultura catalana. | » |
| — Joan Bosch | |   |

D'altra banda, Bosch destaca que “es tracta d'una obra singular en aquest brillant context pel fet de tractar-se d'un treball d'importació vinculat a una de les iniciatives d'importació d'obres d'art més ambiciosa que coneixem al territori dels bisbats catalans, la del bisbe Veschi. Això la converteix en una de les obres més significatives de l'autor, fra Umile da Petralia, escultor i frare franciscà, pel fet de conservar-se fora d'Itàlia i de testimoniar el vincle amb aquest importantíssim bisbe tortosí. Convé tenir present que el fenomen de la importació d'obres d'art europeu cap a Catalunya, que va ser relativament intens a la primera meitat del segle xvi, va resultar quelcom més excepcional i rar durant el XVII.”

## Restauració
Pel que fa als materials i la tècnica utilitzats, l'estudi al CRBMC ha confirmat l'ús de la fusta de pollancre, que té gran plasticitat i permet un treball de talla molt acurat, així com la utilització de materials diversos com el pergamí (encolat sobre la capa de preparació), usat per donar més veracitat a la carn esquinçada de les ferides, o bé el lacre, la cera resina i el vidre fos per reproduir la sang.
La intervenció que s'ha portat a terme durant els primers mesos del 2012 ha consistit en l'estudi de l'obra així com en la realització d'un seguit de processos encaminats bàsicament a la conservació del conjunt.
En primer lloc s'ha sotmès la talla a un tractament de desinsectació, que ha combinat l'acció curativa amb la preventiva. A banda de l'aplicació, mitjançant xeringa, d'un producte desinsectant, es va tancar la peça gairebé un mes a la cambra d'anòxia del CRBMC. Mitjançant aquest sistema s'aconsegueix l'eliminació dels insectes en totes les seves fases i el decreixement de l'activitat de microorganismes (fongs i bacteris). A més, els seus gasos són inerts i, per tant, no produeixen alteracions físiques ni químiques a les obres d'art.
Durant el temps que ha estat al CRBMC, s'ha fet una intervenció in situ, en el fons daurat amb decoracions vegetals incises del cambril, lloc on es troba habitualment la imatge. Els treballs han consistit en la fixació, la neteja, l'anivellament, l'envernissament i la reintegració i la presentació final.

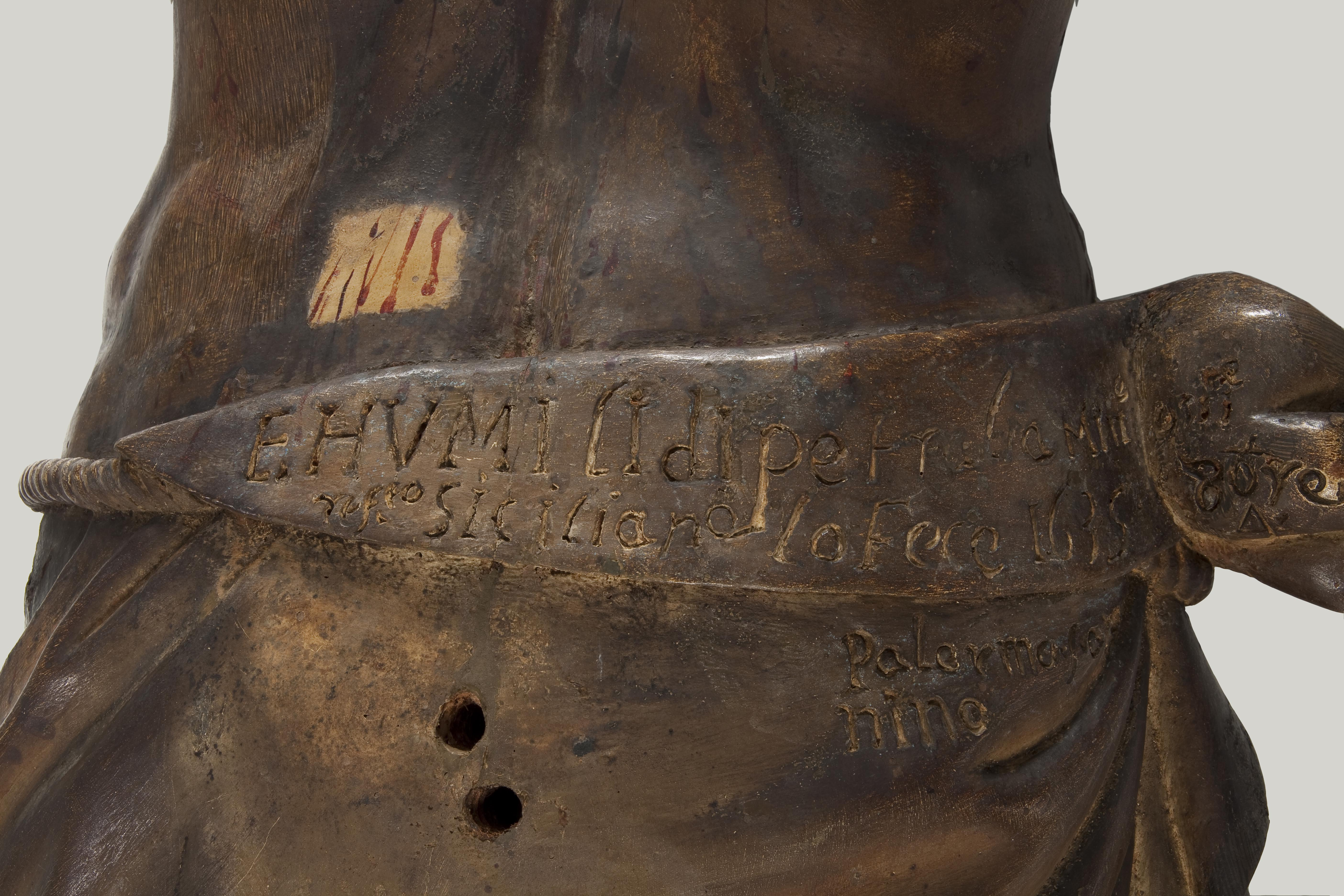
Detall de la inscripció

Una vegada desinfectat el conjunt, s'ha separat el crist de la creu per poder tractar el revers. En aquest procés s'ha pogut observar la inscripció incisa que presenta el perizoni, en la qual consta el nom de l'autor, així com la data d'execució de l'obra: “F. Humili di Petralia Minorese maestro siciliano lo fece 1635 8tbre 4 Palermo. S.aronino”. D'altra banda, també s'han extret mostres per determinar, mitjançant diverses anàlisis, els materials compositius dels diversos estrats de l'escultura, i també s'ha dut a terme un profund estudi radiogràfic.
S'ha sanejat el suport en aquells punts en què es trobava degradat i debilitat per l'atac dels insectes, i s'ha consolidat amb una resina per recuperar certa estabilitat. Posteriorment, s'ha reforçat a base de reomplir les pèrdues amb una resina epoxi de certa elasticitat.
Pel que fa a la pintura, la intervenció s'ha adreçat a fixar els aixecaments, procés que s'ha combinat amb la neteja mecànica de la brutícia superficial. S'ha aprofitat que el revers del crist queda ocult, per obrir diverses “finestres” i conèixer com és i en quin estat es troba la policromia original.
Finalment, pel que fa al sistema de presentació, s'han tapat els forats de corc, s'han anivellat les pèrdues i s'han reintegrat cromàticament mitjançant pigments aglutinats amb resina, per tal de minimitzar-les. En el revers únicament s'ha deixat una de les proves oberta, a manera de document.